# Waihuka (rivière)
La rivière Waihuka (en anglais : Waihuka River) est un cours d’eau de la région de  Gisborne dans l’île du Nord de la Nouvelle-Zélande.

## Géographie
Elle s’écoule en général vers l’est pour atteindre la rivière Waikohu à 10 km à l’ouest de Te Karaka. La route nationale 2 (en) suit le cours de la rivière Waihuka entre Te Karaka et Matawai.
(en) Land Information New Zealand, « détail emplacement: Waihuka (rivière) », sur New Zealand Gazetteer